# Wednesday Morning, 3 A.M.
Wednesday Morning, 3 A.M. és el primer àlbum de Simon and Garfunkel, publicat el 19 d'octubre de 1964 als Estats Units, tot i que no es va publicar a Europa fins al 1968. La companyia discogràfica és Columbia, el productor Tom Wilson, i l'enginyer de so Roy Halee. Va arribar a la posició 30 de les llistes de pop de la revista americana Billboard. El disc es compon majoritàriament de cançons compostes per Paul Simon, però també conté versions d'altres artistes. La cançó més significativa de tot l'àlbum és la versió acústica de «The Sound of Silence», el tema que va catapultar Simon i Garfunkel cap a la fama. Wednesday Morning, 3 A.M. és un àlbum d'estil folk molt influït per artistes de l'època com Bob Dylan, Paul and Mary, Peter o The Kingston Trio.
Les vendes del disc van ser pèssimes i, desil·lusionat, Paul va tornar a Londres. L'any següent, però. el so folk-rock es va posar de moda i van saltar a l'èxit bandes com Bob Dylan o The Byrds. Llavors, el productor Tom Wilson va decidir afegir guitarra elèctrica, baix i bateria a la versió acústica de «The Sound of Silence»; aquesta versió va arribar a ser número u als Estats Units i el duo va poder seguir endavant.

## Intèrprets
- Paul Simon: veu, guitarra
- Art Garfunkel: veu
- Barry Kornfeld: guitarra
- Bill Lee: baix

## Llista de cançons
1. «You Can Tell the World» (Bob Camp / Bob Gibson) (2:45)
2. «Last Night I Had The Strangest Dream» (Ed McCurdy) (2:12)
3. «Bleecker Street» (Simon) (2:46)
4. «Sparrow» (Simon) (2:50)
5. «Benedictus» (Tradicional) (2:41)
6. «The Sound of Silence» (Simon) (3:07)
7. «He Was My Brother» (Simon) (2:50)
8. «Peggy-O» (Traditional) (2:25)
9. «The Sun Is Burning» (I. Campbell) (2:49)
10. «The Times They Are A-Changin'» (Bob Dylan) (2:54)
11. «Wednesday Morning, 3 A.M.» (Simon) (2:14)